# 위만
위만(衛滿, 기원전 227년 ~ ??, 재위: 기원전 194년경 ~ ??)은 중국 춘추전국시대 연(燕)나라 사람으로 고조선에 망명하여 준왕(準王)을 쫓아내고 왕위를 차지하여 위만조선을 건국한 인물이다.

## 생애
위만은 전국시대 연나라의 영역에 살던 사람이다. 기원전 195년경에 전한(前漢)의 연왕(燕王) 노관(盧綰)이 모반하여 흉노로 망명할 무렵에 위만은 1,000여 명의 무리를 이끌고 고조선으로 망명하였다. 위만은 준왕에게 서쪽의 번병(藩屛)이 되기를 청하였고 준왕은 위만을 박사(博士)로 삼아 100리의 땅을 주고 서쪽 변방을 지키게 하였다. 위만은 변방을 지키면서 연(燕)의 망명한 무리들을 규합하여 세력을 키웠으며 기원전 194년 무렵에 수도인 왕검성을 공격하여 준왕을 쫓아내고 스스로 '왕'이 되어 단군조선을 멸망시키고 위만조선을 건국했다.
위만은 형식적으로 한나라의 외신(外臣)이 되어 그 대가로 병력과 재물을 얻었다. 이를 바탕으로 진번(眞番)과 임둔(臨屯) 등 주변의 작은 나라들을 침략하여 복속시켜 수천리의 영토를 가지게 되었다. 이후의 생애는 알려져 있지 않다.

## 국적 문제
현전하는 사료에는 위만이 연나라 사람이라 기록되어 있다. 이로 인해 일제강점기에는 식민사학의 일환으로 연나라의 위만이 고조선을 식민통치한 것이라 평하였으며, 이에 대항하여 신채호는 위만이 찬탈한 지역은 고조선의 일부 지역에 불과하다 평하기도 했다. 이병도는 위만이 상투를 틀고 조선인 옷을 입었다는 기록을 토대로 위만이 조선인 유민 출신이라 추측하였다. 고조선이 연나라의 장수 진개의 침공때문에 랴오둥반도를 빼앗겼을때도 다른 지역으로 도망가지 않고 그 지역에 남아 그대로 연나라 사람으로 흡수된 조선인이라고 본 것이다. 연나라가 있었던 요동지역은 원래 중국의 영토가 아니고 나중에 진나라대 와서야 중국에 편입된 것일 뿐이라는 주장도 있으나 연나라는 원래 북경을 포함하는 하북성 일대를 지배하고 있었기에 굳이 요동출신이 아니더라도 연나라 사람일 수 있다. 물론 요동출신도 연나라 사람이다.
하지만 위만이 북상투를 틀고 오랑캐 옷을 입은 채 망명한 것만으로 고조선계라고 보는 것은 근거가 부족하다. 망명 시 옷차림을 바꾸었다는 것 자체가 그전까지는 그런 머리와 옷차림을 하지 않았다는 반증이기도 하다. 또한 망명이라는 정치적 행위와 함께 머리와 복장을 바꾼 것은 망명지인 고조선의 문화와 풍습을 수용하여 호감을 사기 위해 행위였을 수 있다.정확히는 상투를 틀고, 오랑캐의 옷을 입었다고 기록되어 있다. 다만 이런 식으로 외지인이 현지식 복색을 하는 것은 고고학적으로 확인된 남월의 조타처럼 아주 보기 드문 사례는 아니다.
일제시대 학자들은 위만이 연나라 사람이었기 때문에 조선은 중국의 식민 정권이라 주장하였다. 그러나 최근에는 위만이 조선을 통치해도 국호나 정치체제·수도 등을 옮기지 않은 채 기존 고조선의 정체성을 어느정도 유지하였으므로, 지배층이 중원 출신이라고 해도 국가의 정체성은 고조선을 그대로 계승하고 있다고 본다. 연나라의 지배층과 고조선의 토착 지배층의 연합 정권적 성격을 가졌다고 보는 것이다.

## 가계
- 아들 : 불명
- 손자 : 우거왕(右渠王)

## 위만이 등장한 작품
- 《한국사기》(KBS, 2017년~2017년, 배우:이승훈

## 같이 보기
- 위만조선
- 우거왕
- 고조선
- 장항

## 참고 문헌
- 사마천 (기원전1~2세기). 〈권제115 조선열전(朝鮮列傳) / (漢文本)〉. 《사기》.
- 일연(1281), 《삼국유사》 〈권제1-기이 상편 위만조선條〉

| 전대 준왕 {고조선} | 제1대 위만조선 국왕 기원전 194년 ~ 기원전 2세기 | 후대 (2대) 미상 (3대) 우거왕 |

| 전임 준왕 | 한반도의 국가 원수 기원전 194년 ~ ? | 후임 미상 우거왕 |